# Selîșce, Sarnî
Selîșce (în ucraineană Селище) este localitatea de reședință a comunei Selîșce din raionul Sarnî, regiunea Rivne, Ucraina.

## Demografie
Componența lingvistică a localității Selîșce
     Ucraineană (98,93%)
     Alte limbi (0,94%)
Conform recensământului din 2001, majoritatea populației localității Selîșce era vorbitoare de ucraineană (98,93%), existând în minoritate și vorbitori de alte limbi.